# 마릴루 베리
마릴루 베리(Marilou Berry, 1983년 2월 1일 ~ )는 프랑스의 배우이다.

## 출연 작품
- 발렌틴 발렌틴 (2014)
- 조제핀 (2013)
- 레슬링 퀸즈 (2013)
- 클라이언트 (2008)
- 어글리 멜라니 (2008)
- 트리비알 (2007)
- 우리들의 행복한 나날들 (2006)
- 우리는 존재하지 않아야 한다 (2006)
- 원스 어폰 어 타임 인 더 웨드 (2005)
- 검은 상자 (2005)
- 스무살이 되기까지 (2004)
- 룩 앳 미 (2004)